# Het is altijd lente in de ogen van de tandarts-assistente
Het is altijd lente in de ogen van de tandarts-assistente is een single van de Nederlandse zanger-muzikant Peter de Koning, uitgebracht in december 1995. De single stond in 1996 als vijfde track op het studioalbum De avonturen van Peter de Koning.

## Achtergrond
Het is altijd lente in de ogen van de tandarts-assistente is geschreven door Peter de Koning en geproduceerd door Marc Kossmann, Hans Pieters en Jan Rooymans. Het is een nederpoplied waarin de zanger verliefd is op zijn tandartsassistente. De Koning schreef eerst de tekst van het nummer, waarna later de melodie van het lied is gemaakt. De zanger schreef het lied als examenopdracht voor zijn studie aan het Rotterdams Conservatorium. Nadat de single door toenterijd Radio 3FM werd opgepikt, werd deze steeds meer gedraaid. Het is de grootste hit van de artiest, die naar eigen zeggen nooit bezig was met liedjes schrijven die hitjes zouden kunnen worden. Na Het is altijd lente in de ogen van de tandarts-assistente heeft de zanger geen liedjes meer gemaakt met hitnoteringen in de hitlijsten. De B-kant van de single is Knooppunt Sabina, geschreven en geproduceerd door dezelfde personen als Het is altijd lente in de ogen van de tandarts-assistente.

## Hitnoteringen
Het is altijd lente in de ogen van de tandarts-assistente had wel hitnoteringen, in zowel Nederland als België  (Vlaanderen). In de Nederlandse Top 40 op destijds Radio 538 kwam de single tot de 5e positie en stond totaal acht weken in de lijst genoteerd. De piekpositie in de publieke hitlijst; toentertijd de Mega Top 50 op Radio 3FM, was de 6e positie en de single stond totaal negen weken in deze hitlijst genteerd. 
In België (Vlaanderen) bereikte de single de 37e positie in de Vlaamse Ultratop 50 en stond drie weken genoteerd in de lijst. In de Vlaamse Radio 2 Top 30 werd géén notering behaald. 